# Валя-Мекрішулуй
Валя-Мекрішулуй (рум. Valea Măcrișului) — село у повіті Яломіца в Румунії. Входить до складу комуни Валя-Мекрішулуй.
Село розташоване на відстані 67 км на північний схід від Бухареста, 46 км на північний захід від Слобозії, 121 км на південний захід від Галаца, 139 км на південний схід від Брашова.

## Населення
За даними перепису населення 2002 року у селі проживала 1471 особа. Рідною мовою 1469 осіб (99,9%) назвали румунську.
Національний склад населення села:
| Національність | Кількість осіб | Відсоток |
| -------------- | -------------- | -------- |
| румуни         | 1450           | 98,6%    |
| цигани         | 20             | 1,4%     |